# Haamse
Koordinaten: 58° 23′ N, 22° 27′ O
Haamse (deutsch Hanpus) ist ein Dorf (estnisch küla) auf der größten estnischen Insel Saaremaa. Es gehört zur Landgemeinde Saaremaa (bis 2017: Landgemeinde Lääne-Saare) im Kreis Saare.

## Einwohnerschaft, Lage und Geschichte
Das Dorf hat 0 Einwohner (Stand 31. Dezember 2021). Seine Fläche beträgt 2,23 km².
Der Ort liegt 13 Kilometer nordwestlich der Inselhauptstadt Kuressaare. Das Dorf wurde erstmals 1645 urkundlich erwähnt.